# Provinciale weg 735
De provinciale weg 735 (N735) is een provinciale weg in Nederland, tussen Oldenzaal en de oprit De Lutte van de A1. Onderweg verloopt de weg door de bebouwde kom van De Lutte.
De weg is uitgevoerd als tweestrooks-gebiedsontsluitingsweg met een maximumsnelheid van 80 km/h. Bij De Lutte geldt een snelheidslimiet van 60 km/h en binnen de bebouwde kom van De Lutte 50 km/h. Over de gehele lengte is een inhaalverbod van kracht.
De weg draagt over bijna de gehele lengte de naam Bentheimerstraat. Het gedeelte tussen de rotonde met de N342 en de splitsing met de Bentheimerstraat heet officieel Provinciale Rondweg.
Ter hoogte van de Tankenberg bereikt de weg een hoogte van bijna 75 meter boven NAP.

## Geschiedenis
Tot 1993 was de huidige N735 in beheer van Rijkswaterstaat en administratief bekend als Rijksweg 842. Vanaf De Lutte liep deze Rijksweg verder naar de grensovergang De Poppe, waar de weg aansloot op de toenmalige B65. Op de bebording werd tot het gereedkomen van de A1 tussen de aansluitingen Oldenzaal-West en De Lutte in 1992 het nummer N1 gevoerd en was de weg onderdeel van de E8 (vanaf 1986 E30). Ook het gedeelte van Rijksweg 1 tussen de aansluiting De Lutte en de grensovergang Oldenzaal Autoweg, dat reeds in 1985 in gebruik werd genomen werd aanvankelijk als N1 bewegwijzerd. Nadat de A1 in z'n geheel gereed was verloor de weg zijn functie als internationale doorgaande weg. Bij de invoering van de Wet herverdeling wegenbeheer in 1993 werd het gedeelte van Rijksweg 842 tussen Oldenzaal en De Lutte overgedragen aan de provincie Overijssel, die het nummerde als N735. De weg tussen De Lutte en de grensovergang werd overgedragen aan de gemeente Losser.

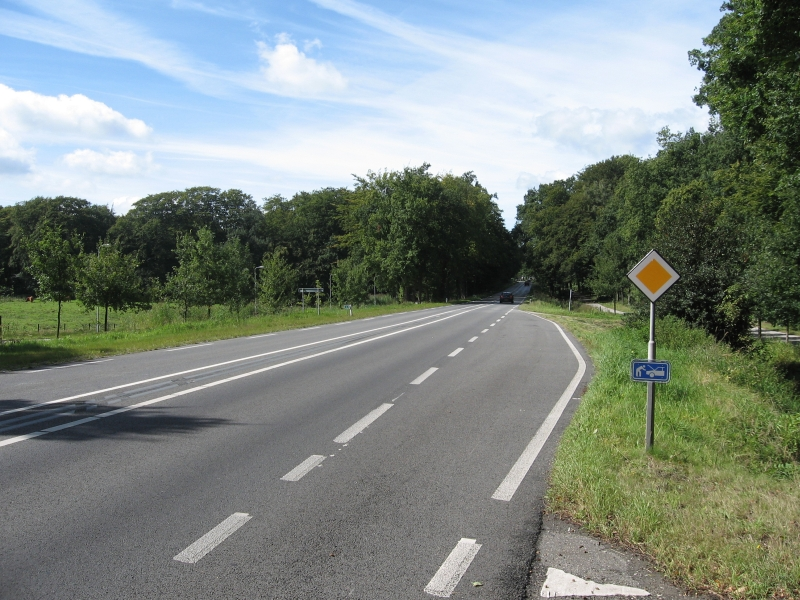
De N735 tussen Oldenzaal en De Lutte

N23 · N34 · N224 · N225 · N229 · N233 · N271 · N301 · N302 · N303 · N304 · N305 · N306 · N307 · N308 · N309 · N310 · N311 · N312 · N313 · N314 · N315 · N316 · N317 · N318 · N319 · N320 · N322 · N323 · N324 · N325/A325 · N326/A326 · N327 · N329 · N330 · N331 · N332 · N333 · N334 · N335 · N336 · N337 · N338 · N339 · N340 · N341 · N342 · N343 · N344 · N345 · N346 · N347 · N348/A348 · N349 · N350 · N351 · N352 · N375 · N377

N418 · N701 · N702 · N703 · N704 · N705 · N706 · N707 · N708 · N709 · N710 · N711 · N712 · N713 · N714 · N715 · N716 · N717 · N718 · N719 · N720 · N727 · N731 · N732 · N733 · N734 · N735 · N736 · N737 · N738 · N739 · N740 · N741 · N742 · N743 · N744 · N745 · N746 · N747 · N748 · N749 · N750 · N751 · N752 · N753 · N754 · N755 · N756 · N757 · N758 · N759 · N760 · N761 · N762 · N763 · N764 · N765 · N766 · N768 · N781 · N782 · N783 · N784 · N785 · N786 · N787 · N788 · N789 · N790 · N791 · N792 · N793 · N794 · N795 · N796 · N797 · N798 · N800 · N801 · N802 · N803 · N804 · N805 · N806 · N810 · N811 · N812 · N813 · N814 · N815 · N816 · N817 · N818 · N819 · N820 · N821 · N822 · N823 · N824 · N825 · N826 · N827 · N830 · N831 · N832 · N833 · N834 · N835 · N836 · N837 · N838 · N839 · N840 · N841 · N842 · N843 · N844 · N845 · N846 · N847 · N848 · N852 · N855

Cursief vermelde wegen zijn voormalige provinciale wegen.